# نواه سميث
نواه سميث (بالإنجليزية: Noah Smith) هو لاعب كرة قدم أسترالي، ولد في 15 ديسمبر 2000 في أستراليا. لعب مع أديلايد يونايتد.

## وصلات خارجية
- نواه سميث على موقع قاعدة بيانات كرة القدم.إي يو (الإنجليزية)
- نواه سميث على موقع Soccerway.com (الإنجليزية)